# Singapurische Badmintonmeisterschaft 1934/35
Die Singapurische Badmintonmeisterschaft 1934/35 fand an mehreren Terminen im Jahr 1934 statt. Es war die siebente Austragung der Badmintonmeisterschaft von Singapur. 

## Sieger und Finalisten
| Disziplin               | Gold                         | Silber                        |
| ----------------------- | ---------------------------- | ----------------------------- |
| Herreneinzel            | E. J. Vass                   | Seah Eng Hee                  |
| Dameneinzel             | Alice Pennefather            | Wang Siew Eng                 |
| Herrendoppel            | Seah Eng Hee Chan Chim Bock  | E. J. Vass Michael Tan        |
| Mixed                   | E. J. Vass J. de Souza       | Michael Tan Alice Pennefather |
| Herreneinzel (Junioren) | Chen Chung Seh               | Wong Chong Teck               |
| Herrendoppel (Junioren) | Tan Miang Jian Lee Peng Kwan | George Chen Koh Beng Swee     |